# Roopkund
Roopkund, localmente conosciuto come "lago dei misteri" o "lago degli scheletri", è un lago glaciale d'alta quota situato in India nello stato di Uttarakhand. Esso si trova nel Distretto di Chamoli, ai piedi del massiccio di Trishul, facente parte del complesso orografico dell'Himalaya ed è una popolare destinazione per l'escursionismo.

## Descrizione

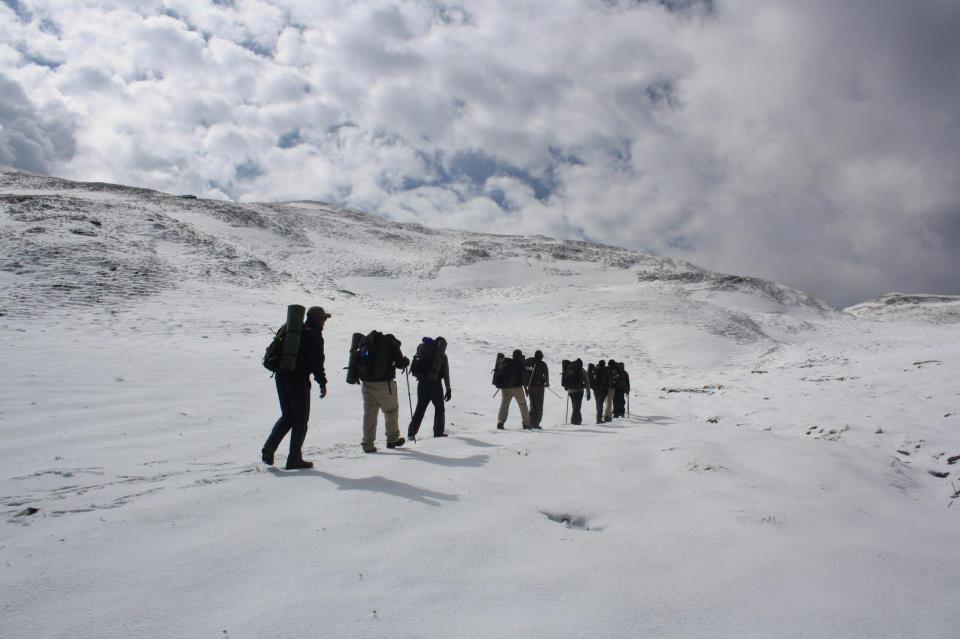
Percorso di trekking a Roopkund, passando vicino alla piana di Bedni Bugyal

Con una modesta profondità di appena tre metri, il lago Roopkund è situato a un'altitudine di 5.020 metri, circondato da ghiacciai disseminati di rocce e montagne innevate, in un'area completamente disabitata. Il lago è fiancheggiato da una parete rocciosa chiamata Junargali a nord e da una vetta chiamata Chandania Kot a est, mentre è a poca distanza dalla base di due picchi himalayani, ovvero il Nanda Ghunti (6.310 m) e il Trishul (7.120 m).
Coperto di ghiaccio per la maggior parte dell'anno, nei mesi compresi tra giugno e settembre, esso costituisce una pittoresca meta per l'escursionismo nel Distretto di Chamoli, ma è anche luogo di pellegrinaggi rituali. Ogni autunno, sulla vicina piana di Bedni Bugyal, si svolge una festa religiosa con la partecipazione degli abitanti dei villaggi vicini, mentre una celebrazione più importante, la Nanda Devi Raj Jat, si svolge ogni dodici anni sulle rive del lago per venerare la dea Nanda Devi. 
Il lago Roopkund ha anche una fama sinistra per le centinaia di antichi scheletri umani trovati sulle rive e sul fondale del lago che sono visibili per circa un paio di mesi l'anno nell'acqua limpida del lago poco profondo, durante lo scioglimento del ghiaccio che lo ricopre per i restanti mesi, tanto da valergli il nome di Lago degli scheletri.
Il lago Roopkund è stato anche oggetto di un documentario del National Geographic, "Riddles of the Dead: Skeleton Lake".

## Storia

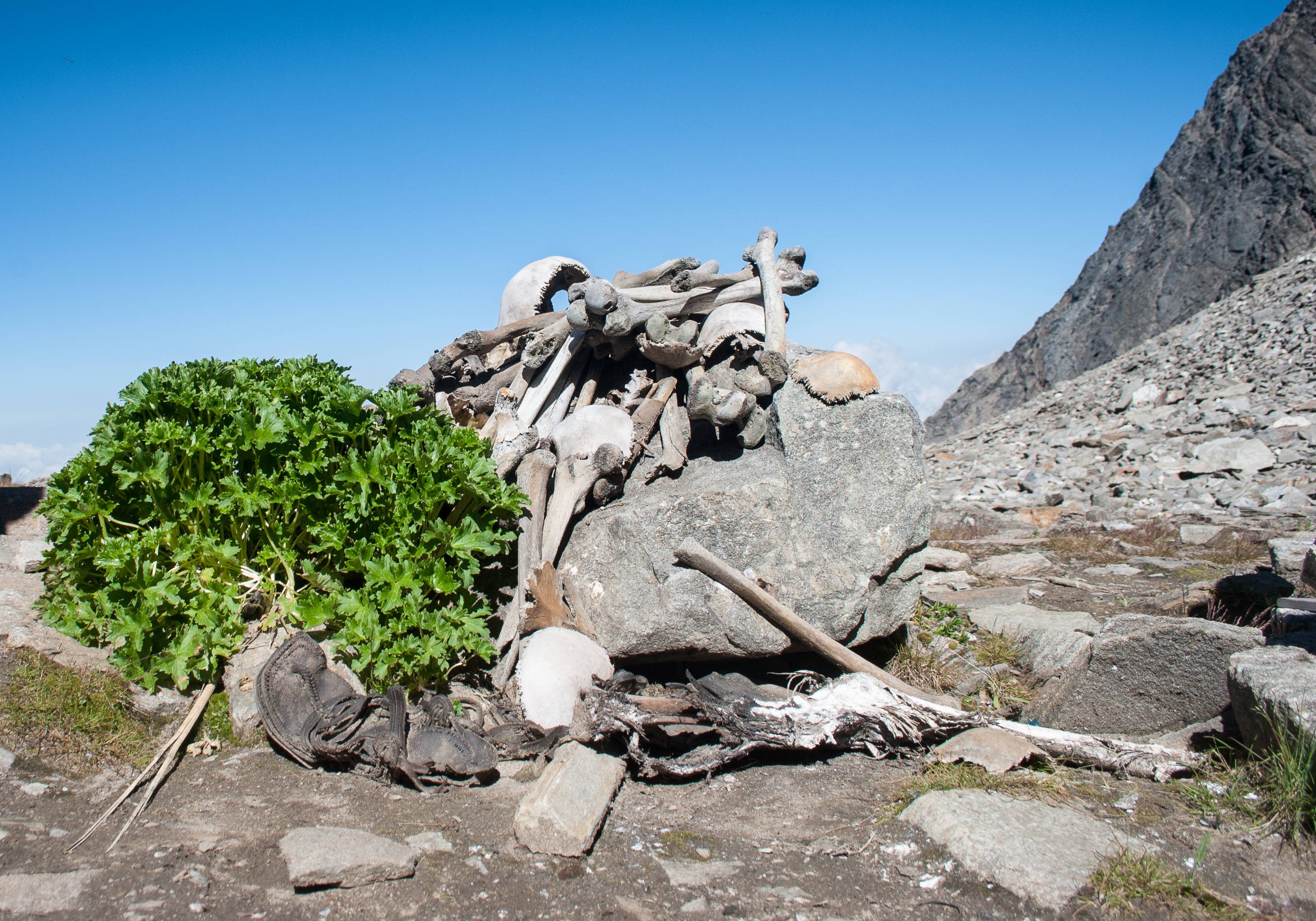
Scheletri umani nel lago Roopkund

### Il ritrovamento
La quantità di scheletri rinvenuti sulle rive e nel fondale del lago fu scoperta nel 1942 dal ranger Hari Kishan Madhwal, in servizio presso la riserva di caccia del Parco Nazionale del Nanda Devi. 
All'inizio, le autorità britanniche temevano che gli scheletri rappresentassero vittime di un'invasione giapponese sconosciuta, ma si scoprì che erano troppo vecchi per essere soldati giapponesi. 
Insieme agli scheletri, sono stati trovati anche manufatti di legno, punte di lancia di ferro, calzature di cuoio e anelli.

### Ipotesi sull'origine dei resti
Sull'origine dei numerosi scheletri ritrovati vi è una leggenda locale che narra il destino di un pellegrinaggio svoltosi nel  IX secolo e voluto da Raja Jasdhaval, marajà di Kannauj, che si recò sul luogo con il suo seguito di servi, una compagnia di ballo e sua moglie incinta, Rani Balampa, per costruire un tempio votivo in onore della dea Nanda Devi. Secondo tale leggenda questo intento o forse i balli non furono graditi alla dea tanto da punire con una violenta grandinata dai chicchi così grandi da uccidere tutte le persone accorse sul luogo. In totale gli scheletri ritrovati ammontano a circa trecento ma di varie epoche.
Nonostante non vi siano riscontri su questa leggenda, negli anni ottanta The Anthropological Survey of India ha condotto uno studio sugli scheletri e alcuni campioni sono tuttora esposti presso l'Antropological Survey of India Museum a Dehradun. Gli studi sugli scheletri più antichi hanno effettivamente rivelato profonde lesioni al cranio, che secondo alcune fonti che potrebbero essere state causate da oggetti sferici caduti dall'alto, tanto che i ricercatori hanno concluso che le vittime erano state colte da un'improvvisa grandinata, proprio come descritto nelle leggende e nelle canzoni locali. Altri, tuttavia, mettono in dubbio questa teoria e l'origine stessa delle lesioni, che potrebbe essere compatibile anche con l'utilizzi di armi dalla punta acuminata e forse riconducibili a sacrifici umani. La datazione al radiocarbonio delle ossa presso l'unità dell'acceleratore al radiocarbonio dell'Università di Oxford ha determinato che l'anno del decesso dovrebbe essere 850 ± 30 anni. Più recentemente, la datazione al radiocarbonio combinata con l'analisi del genoma ha rivelato che i resti provengono da epoche molto diverse e appartengono a diversi gruppi etnici distinti. 
Un gruppo di resti con ascendenza dell'Asia meridionale è stato datato ad un periodo di tempo intorno all'800, mentre gli altri resti scheletrici di origine mediterranea o sud-orientale sono stati datati intorno al 1800. Questi risultati contrastano con la teoria secondo cui gli individui sarebbero morti in un singolo evento catastrofico. La datazione al radiocarbonio suggerisce inoltre che i resti più antichi, dell'Asia meridionale, sono stati depositati per un periodo o tempo prolungato, mentre il gruppo di resti più giovane, del Mediterraneo e del Sudest asiatico, è stato depositato durante un singolo evento.

### Problemi per la conservazione dei resti
Vi è una crescente preoccupazione per la perdita regolare di scheletri e si teme che, se non verranno presi provvedimenti per conservarli, possano gradualmente scomparire negli anni a venire. È stato riferito che i turisti che visitano la zona hanno l'abitudine di prendere le ossa in gran numero e l'amministrazione distrettuale ha espresso la necessità di proteggere l'area. Il magistrato distrettuale di Chamoli ha riferito che turisti, escursionisti e ricercatori curiosi trasportano gli scheletri su muli e ha raccomandato che l'area venga protetta. Le agenzie governative hanno compiuto sforzi per sviluppare l'area come destinazione di eco-turismo per proteggere gli scheletri.